# Santo Spirito alla Colonna Traiana
Santo Spirito alla Colonna Traiana, även benämnd Spirito Santo a Macel de' Corvi och Spirito Santo a Spoglia Cristo, var en kyrkobyggnad i Rom, helgad åt den Helige Ande. Kyrkan var belägen i närheten av Trajanuskolonnen på ruinerna efter Trajanus forum i Rione Monti.
Tillnamnet ”Macel de' Corvi” åsyftar den närbelägna Piazza Macel de' Corvi. ”Spoglia Cristo” är ett alternativt namn på den närliggande kyrkan Santa Maria in Campo Carleo.

## Kyrkans historia
Klostret Santo Spirito med kyrka grundades år 1432 av den romerska adelsdamen Petronilla Capranica, syster till kardinalerna Domenico Capranica och Angelo Capranica; i detta kloster levde Lateranens reguljärkorherrinnor, vilka följde augustinerregeln. Giovanni Antonio Bruzio (1610–1692), präst i kyrkan Santa Dorotea i Trastevere och professor i rättsvetenskap vid La Sapienza, författade en rad beskrivningar om Roms sakrala byggnader. Enligt Bruzio hade kyrkans interiör ett tunnvalv med tre kapell. Det fanns sammanlagt åtta kolonner: två stycken i bianco e nero antico, fyra i jaspis och två i alabaster.
En restaurering av kyrkan företogs år 1582. Kyrkans tunnvalv freskmålades av Mario Arconio (1575–1635). Kyrkans altaren hade konstverk av Luigi Garzi, Giovanni de Vecchi och Baldassarre Croce. År 1743 genomfördes en genomgripande ombyggnad av kyrkan. Kyrkans fasad hade två våningar och kröntes av ett triangulärt pediment.

### Rivning
Från 1809 till 1814 ingick staden Rom i ett departement inom Första franska kejsardömet. De franska myndigheterna beslutade år 1812 att riva kyrkan Santo Spirito och dess kloster för att frilägga Basilica Ulpia på Trajanus forum. Initialt flyttade Lateranens reguljärkorherrinnor till Santa Pudenziana. Under 1900-talet flyttade de till Via di Torrenova 255 i stadsdelen Torre Angela i östra Rom, där de har kapellet Santo Spirito delle Monache Canonichesse.